# Mongolia International 2017
Die Mongolia International 2017 im Badminton fanden vom 21. bis zum 25. Juni 2017 in Ulaanbaatar statt.

## Sieger und Platzierte
| Disziplin    | Gold                           | Silber                                | Bronze                                          |
| ------------ | ------------------------------ | ------------------------------------- | ----------------------------------------------- |
| Herreneinzel | Park Sung-min                  | Gu Mu Yeong                           | Jan Fröhlich                                    |
| Herreneinzel | Park Sung-min                  | Gu Mu Yeong                           | Phạm Cao Cường                                  |
| Dameneinzel  | Nguyễn Thùy Linh               | Han So-yeon                           | Olzvoi Janchiv                                  |
| Dameneinzel  | Nguyễn Thùy Linh               | Han So-yeon                           | Kim Ho-yeon                                     |
| Herrendoppel | Jung Jung-young Shin Hee-kwang | Hoon Jung-suk Lee Ji-su               | Purevsuren Enkhmandakh Jan Fröhlich             |
| Herrendoppel | Jung Jung-young Shin Hee-kwang | Hoon Jung-suk Lee Ji-su               | Hyun Sung-wook Kim In-woo                       |
| Damendoppel  | Han So-yeon Ko Hye-ryeon       | Khaliunaa Byambaa Tegshzaya Choinkhor | Saikhantuul Banzragch Narantsetseg Bayarsaikhan |
| Damendoppel  | Han So-yeon Ko Hye-ryeon       | Khaliunaa Byambaa Tegshzaya Choinkhor | Dashdondov Bulgamaa Olzvoi Janchiv              |
| Mixed        | Jung Jung-young Ko Hye-ryeon   | Olonbayar Enkhbat Dashdondov Bulgamaa | Battur Davaasuren Narantsetseg Bayarsaikhan     |
| Mixed        | Jung Jung-young Ko Hye-ryeon   | Olonbayar Enkhbat Dashdondov Bulgamaa | Gerelsukh Jargalsaikhan Tegshzaya Choinkhor     |